# 4243 Nankivell
4243 Nankivell este un asteroid din centura principală, descoperit pe 4 aprilie 1981 de Alan Gilmore și Pamela Kilmartin.